# Neumy

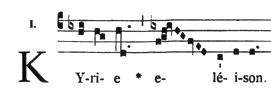
Ukázka Kýrie Eléison XI (Orbis Factor) z Liber Usualis. Poslechtěte si interpretaci.

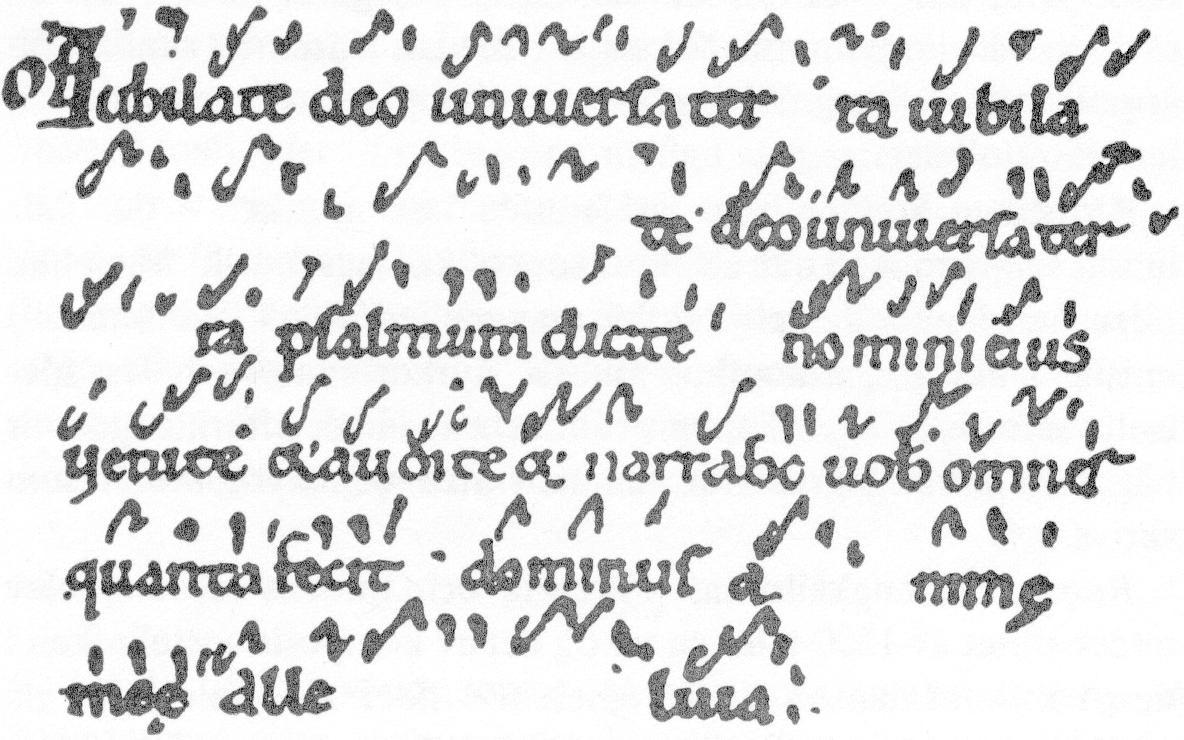
Skladba Iubilate deo universa terra zapsaná pomocí neum.

Neumy jsou grafické značky, znaménka a symboly, které od 9. století sloužily k notaci a následné interpretaci melodických útvarů gregoriánských zpěvů a příležitostně také k zápisu světských i duchovních melodií mimo těch liturgických. Neumy zpravidla stojí nad textem. Jde o první předchůdce moderní symbolické hudební notace.

## Etymologie
Původ výrazu neuma není zcela jasný. Filologické a lingvistické výzkumy naznačují, že existují tři možné prameny:
1. původ zkomolením řeckého výrazu πνεῦμα (pneuma = "duch/dech" a lze jej přeneseně přeložit jako pokyn(utí), znamení rukou apod.).
2. dalším možným původem je hebrejský výraz נוימה (naimah = melodie)
3. a třetí, zřejmě nejméně pravděpodobný, je původ v syrském ne moh (hlas, zvuk).[2].

Jako neumy se v raném středověku označovaly také krátké melodické jednotky, úseky nebo melismatické oddíly nad jednotlivými vokály – jako např. jubilus, který se zpíval na posledním vokálu a ve slově Al-le-lu-i-a. V tomto případě se výraz neuma odvozuje od řeckého výrazu pneuma (řecky πνεῦμα / pneuma ‚duch‘, ‚dech‘, ‚vzduch‘ apod.)

## Dějiny
Neumy vznikly v raném středověku (8. století) z potřeby zaznamenat na papír liturgické písně gregoriánského chorálu. Mniši, kteří tento způsob záznamu zavedli, zapisovali tyto písně do kancionálů. Jednalo se o systém teček a tahů štětcem, které byly umístěny nad textem písně. Ačkoli tyto značky byly schopny vyjadřovat značnou hudební složitost, nemohly přesně vyjádřit výšku tónu (v tomto směru byl záznam jen orientační, protože neumy uváděly naznačovaly pouze směr melodického pohybu, resp. vývoj melodie, např. od tónu vyššího k nižšímu a naopak) ani metrum. Přesto byl záznam množstvím užívaných značek poměrně velmi složitý. Neumy sloužily spíše jako způsob zachování skladby pro toho, kdo už píseň znal, než coby prostředek přesné interpretace.
Neumy také neměly nějaký přesný značkový rámec, existovalo mnoho rozdílů jak uvnitř homogenního kulturního prostředí, tak mezi jednotlivými kulturami. Velký rozdíl byl např. mezi původními neumami byzantskými novějšími latinskými (západoevropskými).

## Příklady názvů a významu neumatických značek
- Punctum (bod) – jedna samostatně stojící nota
- Clivis (declivis – nakloněný) – dvě noty, z nichž druhá je nižší
- Pes (noha) – dvě noty, z nichž druhá je vyšší
- Porrectus (porrigere – natahovat, do výše vztahovat) – tři noty, z nichž druhá je nižší
- Torculus – tři noty, z nichž druhá je vyšší
- Climacus (řecky: klimax – žebřík, schody) – tři nebo více sestupujících not
- Scandicus (scandere – stoupat) – tři nebo více vzestupných not, atd.